# 汤姆·皮德科克
汤姆·皮德科克 OBE（英語：Tom Pidcock，1999年7月30日—），英国男子自行车运动员，同時參與公路自行车、公路越野賽和山地自行車賽三項，目前效力於UCI世界車隊英力士擲彈兵車隊。他曾代表英国参加2020年夏季奥林匹克运动会自行车比赛、2024年夏季奥林匹克运动会自行车比赛，均获得男子越野赛金牌。